# Zetjovo
Zetjovo (Bulgaars: Зетьово) is een dorp in Bulgarije. Het dorp is gelegen in de gemeente Tsjirpan, oblast Stara Zagora. Het dorp ligt 37 km ten zuidwesten van Stara Zagora en 178 kilometer ten zuidoosten van Sofia. 

## Bevolking
Op 31 december 2020 telde het dorp Zetjovo 1.085 inwoners. Het aantal inwoners vertoont al tientallen jaren een dalende trend: in 1946 woonden er nog 2.752 mensen in het dorp.
| Bevolkingsontwikkeling tussen 1934 en 2020          |
| --------------------------------------------------- |
|                                                     |
| Bron: Nationaal Statistisch Instituut van Bulgarije |

In het dorp wonen grotendeels etnische Bulgaren, gevolgd door een grote minderheid van Roma. In de optionele volkstelling van 2011 identificeerden 1.040 van de 1.186 respondenten zichzelf als etnische Bulgaren, oftewel 87,7% van de bevolking. De rest van de bevolking bestond vooral uit etnische Roma (138 personen, oftewel 11,6%).
| Etnische samenstelling van de respondenten (2011) | Etnische samenstelling van de respondenten (2011) | Etnische samenstelling van de respondenten (2011) | Etnische samenstelling van de respondenten (2011) | Etnische samenstelling van de respondenten (2011) |
| ------------------------------------------------- | ------------------------------------------------- | ------------------------------------------------- | ------------------------------------------------- | ------------------------------------------------- |
|                                                   |                                                   |                                                   |                                                   |                                                   |
| Bulgaren                                          | Bulgaren                                          |                                                   | 87,7%                                             | 87,7%                                             |
| Turken                                            | Turken                                            |                                                   | 0,0%                                              | 0,0%                                              |
| Roma                                              | Roma                                              |                                                   | 11,6%                                             | 11,6%                                             |
| Anders/Onbekend                                   | Anders/Onbekend                                   |                                                   | 0,9%                                              | 0,9%                                              |